# Acacia edgeworthii
Acacia edgeworthii är en ärtväxtart som beskrevs av John Smith. Acacia edgeworthii ingår i släktet akacior, och familjen ärtväxter. Inga underarter finns listade i Catalogue of Life.